# Caleodinus
Caleodinus là một chi bọ cánh cứng trong họ 
Elateridae.
Chi này được miêu tả khoa học năm 1900 bởi Candèze.

## Các loài
Chi này có các loài:
- Caleodinus fairmairei Candèze, 1900